# Haunted House (flipper)
Haunted House est un flipper lancé en juin 1982 par Gottlieb.

## Description
Haunted House est le premier flipper à proposer un jeu sur trois niveaux ce qui a largement contribué à lui assurer une place de choix dans l'histoire de ce jeu.
Chaque niveau est censé être une partie de la maison hantée (le niveau du bas étant la cave, le niveau principal figurant la partie "habitable" et le petit niveau supérieur, le grenier.)
Le fond sonore est tiré de la très célèbre Toccata et fugue en ré mineur BWV 565 de Jean-Sébastien Bach.

## Système de jeu
Haunted House permet de jouer de 1 à 4 joueurs.
La principale originalité provient des multiples trappes cachées permettant d'accéder au niveau inférieur, la "cave", ce dernier se jouant "à l'envers".

## Simulateur
Ce flipper fait partie des flippers de légende reproduits sur le simulateur Microsoft Pinball Arcade.